# Chiesa di Sant'Andrea (Ogbourne St Andrew)
La chiesa di Sant'Andrea (in inglese Church of St Andrew), è la chiesa anglicana che si trova nel villaggio e parrocchia civile di Ogbourne St Andrew nella contea del Wiltshire nel Sud Ovest dell'Inghilterra, Regno Unito.
Il luogo di culto risale al XII secolo, rientra nella diocesi di Salisbury ed è considerato dall'English Heritage un monumento classificato di prima categoria per il suo particolare interesse storico e architettonico.

## Storia

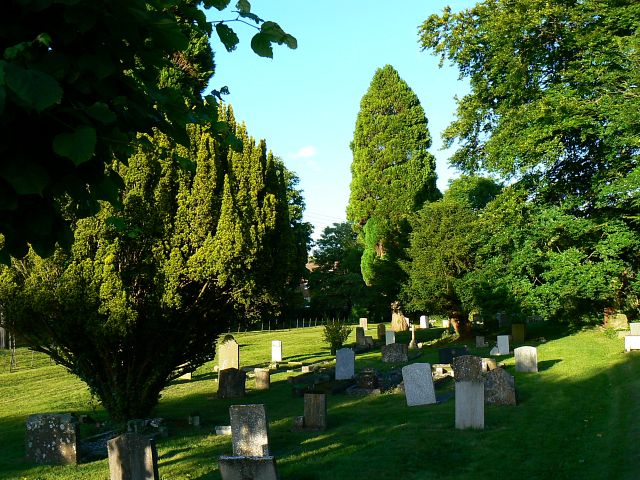
Cimitero della comunita accanto alla chiesa

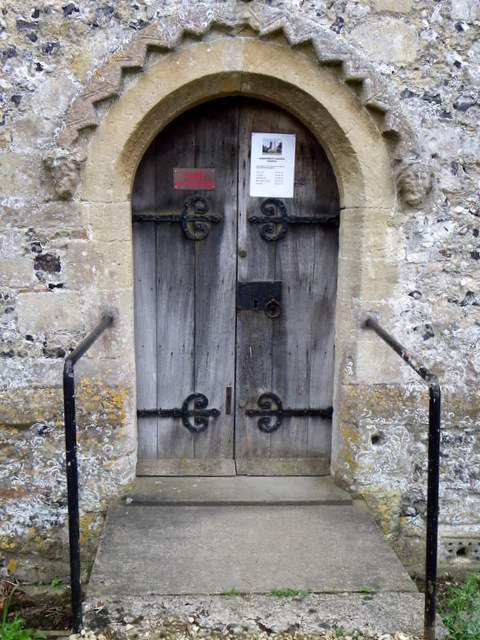
Porta di accesso

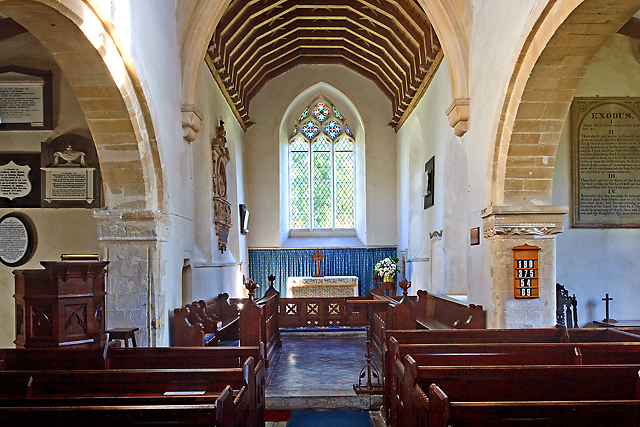
Interno della sala diviso in tre navate

La chiesa parrocchiale anglicana con dedicazione a Sant'Andrea risale al XII secolo. Maud di Wallingford confermò la sua donazione della chiesa all'abbazia di Bec intorno al 1148. Dopo l'appropriazione della chiesa da parte dell'abbazia alla fine del XII secolo questa fu amministrata da un cappellano. Nel 1208 fu ordinato un vicariato al quale l'abate di Bec si presentò come prebendario di Ogbourne. Sotto Edoardo I, il prebendario ricevette il diritto di giurisdizione arcidiaconale nel villaggio. L'esercizio di tale diritto da parte di funzionari del priore di Ogbourne e del decano e dei canonici della cappella di San Giorgio a Windsor, o da affittuari, è documentato dal XIV secolo fino alla metà del XVII. La Corona presentò al vicariato la sua donazione in qualità di custode del priorato di Ogbourne nel XIV secolo, sebbene l'abate di Bec cercò di recuperarne il patronato nel 1335. Nel 1421 l'avvocatura passò, insieme al patrimonio prebendale, al decano e ai canonici della cappella di San Giorgio. La parrocchia fu servita in pluralità con Ogbourne St George dal 1951 fino a quando i benefici furono uniti nel 1970 come beneficio unico.
Nel 1974 il beneficio unito entrò a far parte del ministero del gruppo di Ridgeway. Il rettore di quel ministero venne poi nominato da un consiglio di patronato composto da cinque membri, tra cui un rappresentante del decano e dei canonici di Windsor.Il vicariato di Ogbourne St Andrew era povero in confronto ad altri nelle chiese prebendali della diocesi. Nel 1535, tuttavia, il reddito annuo del vicario era superiore alla media del decanato di Marlborough. Il sussidio di sussistenza intorno al 1830 era di importo moderato. Il vicario riceveva 2 scellini dal priore di Ogbourne il giorno di Sant'Andrea a metà del XIII secolo e 20 sterline all'anno negli anni sessanta del 1600 dal decano e dai canonici della cappella di San Giorgio, a integrazione del suo reddito derivante dalle decime. Nel XV secolo deteneva tutte le decime, tranne quelle di grano, fieno, lana e agnelli. Nel XVII secolo, forse in seguito a una concessione del decano e dei canonici, il vicario ricevette anche le decime di lana e agnelli, fatta eccezione per le fattorie di Poughcombe e Rockley. Un terreno che si dice facesse parte del vicariato nel 1588 potrebbe essere stato quello posseduto dal vicario come affittuario della tenuta della cappella di Rockley nel 1563.
Nel XVII secolo il vicario non possedeva terreni, tranne un giardino e il cimitero. Nel 1650 possedeva una casa con tre stanze su ciascuno dei suoi due piani. All'inizio del XIX secolo la casa fu descritta come un cottage di campagna inadatto ad essere abitato. Nel 1848, su progetto di William Butterfield, fu costruita una nuova casa canonica in mattoni, con tegole sopra il piano terra, la quale venne venduta dopo il 1951. Nel 1607 Obadiah Sedgewick, vicario di Ogbourne St Andrew, fu processato per non aver indossato la cotta e non aver fatto il segno della croce durante il battesimo, e Bartholomew Webb fu espulso dai consacrati nel 1662. All'inizio del XIX secolo era comune che i vicari non vi avessero residenza a causa delle condizioni della casa. Circa 100 persone assistettero alle funzioni nella chiesa parrocchiale la domenica del censimento del 1851. Nel 1864 si celebrarono funzioni mattutine e pomeridiane la domenica. La comunione veniva celebrata mensilmente e in occasione delle grandi festività e veniva ricevuta da circa una decina di comunicandi. Negli anni settanta del XIX secolo si registrarono varie lamentele dei fedeli per una serie troppo prolungata di brevi incarichi e un di clero impopolare.
La chiesa era evidentemente dedicata a Sant'Andrea già alla fine del XIII secolo, quando il nome moderno della parrocchia fu usato per la prima volta. Un nuovo edificio di culto potrebbe essere stato iniziato quando la chiesa fu concessa all'abbazia di Bec a metà del XII secolo. La navata centrale e le sue arcate, che presumibilmente un tempo erano a tre campate ma che dopo la costruzione della torre furono ridotte a due, sopravvivono da una chiesa di quell'epoca e i portali nord e sud ripristinati furono apparentemente costruiti più tardi nel XII secolo, forse a indicare un lento progresso nel completamento delle navate laterali. Un arco del presbiterio fu rimosso e il presbiterio ricostruito, presumibilmente per allinearlo alla navata, all'inizio del XIII secolo.
All'inizio del XIV secolo fu inserita una nuova finestra orientale. Importanti modifiche furono apportate nel XV secolo, quando fu costruita la torre. La sua intrusione nella navata centrale fu apparentemente necessaria perché l'estremità occidentale della navata centrale si trovava molto vicina al confine del sagrato. Fu quindi aggiunto il cleristorio ed entrambe le navate laterali furono ampliate. Tra i lavori realizzati nel XIX secolo figura il tetto del presbiterio, probabilmente del 1873. Furono installati nuovi banchi e il semplice portico meridionale post-medievale fu ricostruito nel 1914. Nel 1553 il tesoro della chiesa era considerevole e furono confiscati 280 grammi di argenteria mentre un calice che si diceva pesasse 325 grammi fu lasciato nella parrocchia. Nel 1861 fu donata argenteria nuova per sostituire quella andata distrutta da un incendio. Nel 1553 c'erano sulla torre tre campane. Una campana del XV secolo, presumibilmente una di queste, è sopravvissuta. Altre tre campane, sono state aggiunte nel XVII secolo e una quarta nel XVIII secolo. I registri parrocchiali sono completi a partire dal 1538. La chiesa è stata restaurata tra il 1847 e il 1849 da William Butterfield.

## Descrizione
L'English Heritage ha inserito dal 27 febbraio 1958 la chiesa di Sant'Andrea di Ogbourne St Andrew tra gli edifici storici come monumento classificato di prima categoria col numero 1033854. Il luogo di culto appartiene alla diocesi di Salisbury.

### Esterni
Il  luogo di culto si trova si trova nella parte occidentale dell'abitato del villaggio e parrocchia civile di Ogbourne St Andrew nella contea del Wiltshire nel Sud Ovest dell'Inghilterra, Regno Unito. La chiesa è costruita in Sarsen e pietrisco con rivestimenti in pietra arenaria e la sua pianta comprende il presbiterio, la navata centrale e le due navate laterali con lucernari, il portico a sud e la torre occidentale che occupa l'ultima campata della navata.
La torre a ovest, come il resto della struttura, è in conci di calcare. La struttura si eleva su tre piani con torretta e scala poligonale a sud-ovest. La cella campanaria mostra finestre a monofora a due luci e il parapetto superiore è merlato. La porta della torre presenta modanature a battente appiattite sovrastata in asse da una finestra in stile gotico inglese. Navata centrale è affiancata dalle navate laterali nord e sud ed è presente il portico a sud. Le navate laterali furono costruite per la prima volta nel XII secolo ma lo stile gotico inglese delle finestre indica che furono ricostruite nel XV secolo.
Il presbiterio risale al XIII secolo e successivamente è stato restaurato. La porta nord mostra un arco a tutto sesto, con modanatura e terminali a maschera, con una testata in pietra in alto. Il portico sud, ricostruito nel 1914, ha la porta interna ad arco a tutto sesto. La varietà di decorazioni sui pilastri e sui portali nord e sud sono anch'essi risalenti a questo periodo. Il presbiterio presenta esternamente rafforzamenti strutturali con contrafforti e finestre a ogiva, oltre ad una finestra a reticolo sul lato est. La luce alla navata arriva da finestre a due luci e da alte finestre a tre e quattro luci con trafori ogee e testate quadrate. La copertura del tetto della navata è in scandole ma vi sono anche tetti in piombo, in ardesia e lastre di pietra sul portico.

### Interni

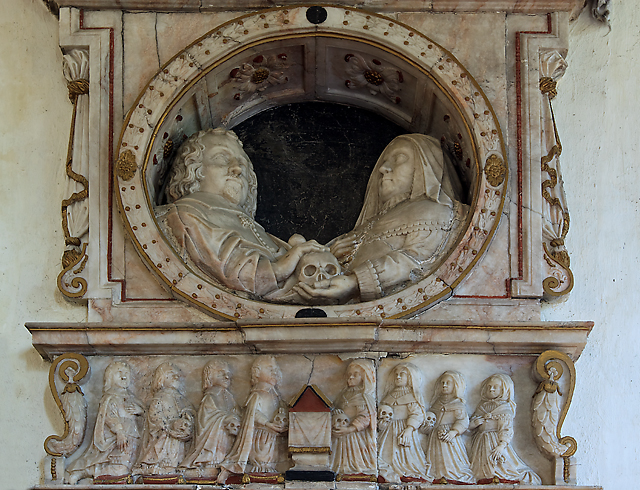
Monumento funebre a William Goddard nella sala

La sala è di grandi dimensioni, formata da tre navate separate da archi retti da pilastri. Questi pilastri, molto solidi e in stile normanno, sono le parti più antiche della chiesa e risalgono al XII secolo. La copertura del soffitto della navata centrale e delle navate laterali è medievale, e risale al XV secolo. Il cleristorio, la torre e il fonte battesimale risalgono al XV secolo. La volta a botte della torre copre il locale divenuto la sagrestia. 
L'arcata della navata centrale era originariamente a 3 campate poi ridotta a due, con archi a tutto sesto con un ordine incassato su colonne rotonde e capitelli a tromba lavorati a uncinetto di fine XII secolo, il capitello sud-est è scolpito, quello nord-est è mutilato. Entrambe le navate laterali a cinque campate abbracciano la torre, anch'essa con copertura di fine XVI secolo. L'intonaco delle pareti è antico. L'arco del presbiterio è del XIX secolo. L'acquasantiera, con spalle, riutilizza un capitello a tromba del XII secolo come base. Una porta si apre nella parete nord e permette l'accesso al pulpito. L'arco della torre è cavo e smussato ed è simile agli archi delle navate laterali. L'arco del presbiterio, così come il soffitto del presbiterio e la parete est, furono restaurati o ricostruiti nel XIX secolo.
Il fonte battesimale, all'estremità ovest della navata, è costituito da un semplice ottagono su base quadrata. Il pulpito, la balaustra e i banchi, tutti del XIX secolo, sono stati realizzati da Butterfield. Sono d'interesse le lapidi e i monumenti presenti. Nel presbiterio, sulla parete nord, si trova il monumento murale in alabastro dorato del XVII secolo con una cornice con spalle con nicchia circolare incassata contenente busti che stringono un teschio. Mostra un frontone spezzato a volute con stemmi crestati e mantelli. In basso, nella predella, sono raffigurati otto bambini inginocchiati, sei dei quali reggono teschi di morti prematuri. In basso sono presenti iscrizioni dedicate a William ed Elizabeth Goddard, volute dal figlio Thomas nel 1655. Sulla parete sud si nota un cartiglio in marmo bianco su una grande lavagna, opera di Tanner di Swindon, dedicato a Mary Tanner, morta nel 1863, e un cartiglio su lavagna, dedicato a William Large di Wilsford e alla moglie, morti nel 1874. Nella navata si trova il monumento murale del XVII secolo con un pesante frontone, in calcare dorato, aperto a volute e stemma centrale. Mostra supporti floreali e targa in ardesia incastonata dedicata ad Ann Seymour morta nel 1687.
Nella navata nord vi sono nove lapidi a muro, in marmo bianco su ardesia, dedicate al reverendo Richard Heighway, morto nel 1847, a John Pinnegar, opera di Tarrant di Swindon, e sulla parete est un gruppo di monumenti di Canning del XIX secolo tra cui quello dedicato a Sir Samuel Canning, morto nel 1908, pioniere della posa di cavi marini attraverso l'Atlantico e il Mediterraneo. Nella navata sud è conservato il monumento a muro policromo di inizio XIX secolo, con un pannello con cornice sormontato da un'urna e un cesto di fiori in leggero rilievo su un grembiale, dedicato a Robert Canning, morto nel 1811, e alla sorella Jane. Nella sala inoltre vi sono una lapide non fissata con sommità sagomata dedicata a Francis Wyer, morto nel 1692. Quattro tavole bibliche in legno ricoperte di tela. Un tavolo con struttura di fine XVII secolo, restaurato, è installato come altare della navata sud. Una cassapanca a pannelli del XVIII secolo è nella navata. L'organo è di tipo portatile americano Estey del XIX secolo. La vetrata della navata nord è del 1884.